# Purgatory Pond
Der Purgatory Pond (englisch für Fegefeuertümpel) ist ein kleiner Tümpel in den Denton Hills des ostantarktischen Viktorialands. Er liegt östlich des Penance Pass und rund 2,5 km südöstlich des Lake Buddha.
Wissenschaftler einer von 1960 bis 1961 durchgeführten Kampagne der Victoria University’s Antarctic Expeditions benannten ihn in Anlehnung an das Benennungsschema weiterer geografischer Objekte in der Umgebung.